# Ilex triflora
Ilex triflora là một loài thực vật có hoa trong họ Aquifoliaceae. Loài này được Blume mô tả khoa học đầu tiên năm 1827.